# Juillet 1992

## Événements
- Brésil : signature d'un accord avec le FMI.

- 5 juillet (Formule 1) : Grand Prix automobile de France.
- 9 juillet : sommet de la CSCE (52 pays) à Helsinki.
- 12 juillet (Formule 1) : Grand Prix de Grande-Bretagne.
- 13 juillet : Yitzhak Rabin devient premier ministre en Israël.
- 16 juillet : Attentat de Miraflores (Lima)
- 19 juillet : assassinat par la Mafia (Cosa nostra) du juge antimafia Paolo Borsellino
- 21 juillet : attentat au Caire.
- 23 juillet :
  - le Parlement du Royaume-Uni ratifie les accords de Maastricht ;
  - le Soviet suprême abkhaze déclare l’indépendance de l’Abkhazie.
- 25 juillet :
  - au Liban du Sud, l’aviation israélienne réplique aux attaques chiites.
  - ouverture des Jeux olympiques d'été à Barcelone.
- 25 juillet - 1er aout : le 77e congrès mondial d’espéranto a lieu à Vienne. Il est suivi par 3033 participants venus de 66 pays et a pour thème « Lorsque tombent des murs millénaires : l’Europe, maison commune ».
- 26 juillet (Formule 1) : Grand Prix automobile d'Allemagne.

## Naissances
- 8 juillet :
  - Lubna Gourion, actrice française.
  - Norman Nato, pilote automobile français.
- 9 juillet :
  - Lolita Ananasova, nageuse synchronisée ukrainienne.
  - Douglas Booth, acteur britannique.
  - Kevin Chávez, plongeur mexicano-australien.
  - Anthony Rech, joueur de hockey sur glace français.
  - Pilar Romang, joueuse argentine de hockey sur gazon.
  - Kristina Vaculik, gymnaste artistique canadienne.
- 10 juillet : Clara Luciani, chanteuse française.
- 14 juillet : Rayvonte Rice, joueur américain de basket-ball.
- 15 juillet : Vald, rappeur français.
- 20 juillet :
  - Noh Jin-kyu, patineur de vitesse sur piste courte sud-coréen († 3 avril 2016).
  - Gertrude Prombove, lutteuse camerounaise.
  - Inès Reg, humoriste et stand-up.
- 21 juillet : Giovanni De Gennaro, kayakiste italien.
- 23 juillet : Britne Oldford, actrice canadienne.
- 22 juillet : Selena Gomez, actrice, chanteuse américaine.
- 27 juillet : Sadio Doucouré, basketteur français.

## Décès
- 1er juillet : Marcel Kibler,résistant français, chef des FFI d'Alsace et un des fondateurs de la Septième colonne d'Alsace (Réseau Martial) ainsi que des Groupes mobiles d'Alsace (°11 septembre 1904).
- 4 juillet : Astor Piazzolla, bandonéoniste et compositeur argentin (° 11 mars 1921).
- 18 juillet : Jacques Pras, coureur cycliste français (° 12 juin 1924).
- 23 juillet : Arletty, actrice française (° 15 mai 1898).
- 27 juillet : Suraya Qadjar, chanteuse soviétique azerbaïdjanaise (° 18 avril 1910).
- 29 juillet : Marcel Janssens, coureur cycliste belge (° 30 décembre 1931).